# Leiva (ort)
Leiva är en ort i Colombia.   Den ligger i departementet Nariño, i den sydvästra delen av landet, 500 km sydväst om huvudstaden Bogotá. Leiva ligger 1 464 meter över havet och antalet invånare är 3 668.
Terrängen runt Leiva är bergig västerut, men österut är den kuperad. Runt Leiva är det ganska glesbefolkat, med 30 invånare per kvadratkilometer. Närmaste större samhälle är Balboa, 15,1 km nordost om Leiva. Omgivningarna runt Leiva är en mosaik av jordbruksmark och naturlig växtlighet.